# Sidi Ould Cheikh Abdallahi
Sidi Mohamed Ould Cheikh Abdallahi (arabul: سيدي محمد ولد الشيخ عبد الله; 1938 – 2020. november 23.) mauritániai politikus. Már az 1970-es években állami funkciót töltött be, majd hosszú politikai távollét után megnyerte a 2007-es elnökválasztást. 2007. április 19-én vette át hivatalát. 2008. augusztus 6-án katonai államcsínnyel megfosztották hatalmától.